# Představy o dvacátém století
Představy o dvacátém století je první kniha dánského spisovatele Petera Høega, napsána během jediného podzimu. Velká dánská nakladatelství nechtěla jeho prvotinu vydat. Až v roce 1988 byla vydána malým kodaňským nakladatelstvím Rosinante.

## Struktura díla
Kniha je tvořena třemi díly.
První díl je tvořen čtyřmi kapitolami
- KAREL LAURIDS
  - O panském dvoře Temný vršek
  - O čase, který se zastavil
- AMÁLIE TEANDEROVÁ
  - O domě v Rudkøbingu
  - O čase, který plyne
- ANNA BAKOVÁ
  - O rybářské osadě Nízký mys
  - O Nové Matce Boží
- ADONIS JENSEN
  - O útěku
  - O životě mimo zákon

Druhý díl je tvořen dvěma kapitolami
- ADONIS A ANNA
  - O obytném domě v Christianshavnu
  - O chudobě
- KAREL LAURIDS A AMÁLIE
  - O vile u Pobřežní silnice
  - O blahobytu

Třetí díl je tvořen jedinou kapitolou
- MARIE A KARSTEN A JEJICH DĚTI
  - O (mimo jiné) domě u Jezer
  - O touze po řádu

## Stručné shrnutí děje
Na příběhu jednotlivých osob, jejichž osudy se postupem děje proplétají, autor ilustruje dánskou společnost 20. století.

## Postavy
- Karel Laurids
- Amálie Teanderová
- Anna Baková
- Adonis Jensen
- Marie Jensenová

## Česká vydání
- Představy o dvacátém století, Argo, Praha 2003, přeložil Robert Novotný